# Phylloscartes flaviventris
Phylloscartes flaviventris е вид птица от семейство Tyrannidae.

## Разпространение
Видът е разпространен в Боливия, Венецуела и Перу.